# Werner Frohnapfel
Werner Frohnapfel (* 12. Juni 1957) ist ein ehemaliger Fußballspieler der 2. Bundesliga. Er war beim Verein KSV Hessen Kassel anfangs als Stürmer, später als Mittelfeldspieler von 1980 bis 1983 tätig und absolvierte in der Zeit 61 Zweitliga- und 4 Pokalspiele.

## Leben
Frohnapfel wohnte in seinen ersten Lebensjahren im späteren Ortsteil Weyhers der Gemeinde Ebersburg. Im dortigen TSV Weyhers-Ebersberg begann seine Fußballkarriere; danach wechselte zum TSV Künzell. 1978/79 spielte Frohnapfel eine Saison für den Landesligisten SC Borussia Fulda. Von dort aus wechselte er zum Oberligisten KSV Hessen Kassel und schaffte noch in derselben Saison mit dem Verein den Aufstieg in die 2. Bundesliga. Er selbst erzielte als Stürmer in 31 Spielen 12 Tore.
In der Saison 1980/81, während der letzten Saison, die in der Nord- und Südliga ausgetragen wurde, erreichte der Verein den 4. Tabellenplatz und konnte somit in der Folgesaison in der 2. Liga bleiben. Frohnapfel erzielte dabei in 29 Spielen 4 Tore. In der Folgesaison, nun wechselte Frohnapfel zum Mittelfeldakteuren, erreichte der Verein lediglich Tabellenplatz 8, wobei Frohnapfel in 23 Spielen 3 Tore erzielen konnte. Obwohl der Verein in der folgenden Saison Platz 4 erreichte, spielte Frohnapfel nur noch neunmal und konnte kein Tor erzielen.
1983/84 spielte Frohnapfel noch für ein Jahr beim Oberligaverein VfB Schrecksbach. Von 1997 bis 2008 fungierte er als Trainer vermehrt bei Bezirksligisten.